# Hendrik Coenraad Dresselhuijs
Hendrik Coenraad Dresselhuijs (Culemborg, 31 december 1870 – 's-Gravenhage, 16 december 1926) was een Nederlands liberaal politicus.

## Levensloop

### Achtergrond, opleiding en vroege carrière
Dresselhuijs werd geboren in Culemborg (toentertijd Kuilenburg geheten) als zoon van Cornelis Willem Dresselhuijs (1834-1912) en Anna Maria van den Bosch (1842-1873). Zijn vader was koopman en ondernemer. Hij was medeoprichter van de Firma Dresselhuijs en Nieuwenhuijsen, ook bekend onder de naam Sigarenfabriek Trio. Later bekleedde hij de functie van directeur van de N.V. Vereniging van Hollandse Sigarenfabrieken. Vader Dresselhuijs was ook wethouder in Culemborg. Zijn grootvader Hendrik Coenraad Dresselhuijs sr. (1807-1837) schreef boeken van strafrechtelijke, romantische en historische aard. Na de dood van zijn moeder hertrouwde zijn vader drie jaar later (13 oktober 1876) met Maria Johanna Niemann (1853-1942). Dresselhuijs onderhield goede banden met zijn vader en stiefmoeder.
Hendrik Dresselhuijs genoot onderwijs aan de Fransche School in Culemborg en bezocht daarna het gymnasium te 's-Hertogenbosch. Hij studeerde vervolgens van 1889 tot 1894 rechten aan de Universiteit van Utrecht. Op 10 februari 1894 promoveerde hij bij professor mr. Molengraaff op het proefschrift Eenig beschouwingen naar aanleiding van de wet op de handels- en fabrieksmerken van 30 september 1893, Stbl. no. 146. Vervolgens werkte hij als volontair en daarna associé op het advocatenkantoor van het liberale Tweede Kamerlid mr. Pieter Rink (1851-1941). In 1901 werd Dresselhuijs secretaris van de Kamer van Koophandel van Tiel. Dresselhuijs deed zijn eerste politieke ervaring op als lid van de gemeenteraad van Tiel.
Op 15 juli 1903 werd hij bij Koninklijk Besluit benoemd tot rechter in de rechtbank Tiel en legde daarom zijn advocatenpraktijk neer.
Per november 1906 werd Hendrik Coenraad Dresselhuijs hoofd van de Afdeling Gevangenis-Rijkstucht en Rijksopvoedingswezen van het ministerie van Justitie en verhuisde hij naar 's-Gravenhage. Van 1909 tot 1911 was hij directeur-generaal Gevangeniswezen. Op 3 juli 1911 werd hij benoemd tot secretaris-generaal van het ministerie van Justitie, hetgeen hij tot 14 december 1916 bleef. Naast zijn werkzaamheid als secretaris-generaal van het ministerie van Justitie was hij van 1911 tot 1913 ook regeringscommissaris bij de behandeling van het wetsontwerp tot wijziging van de rechtspleging bij de Landmacht en de Zeemacht.

### Politieke carrière

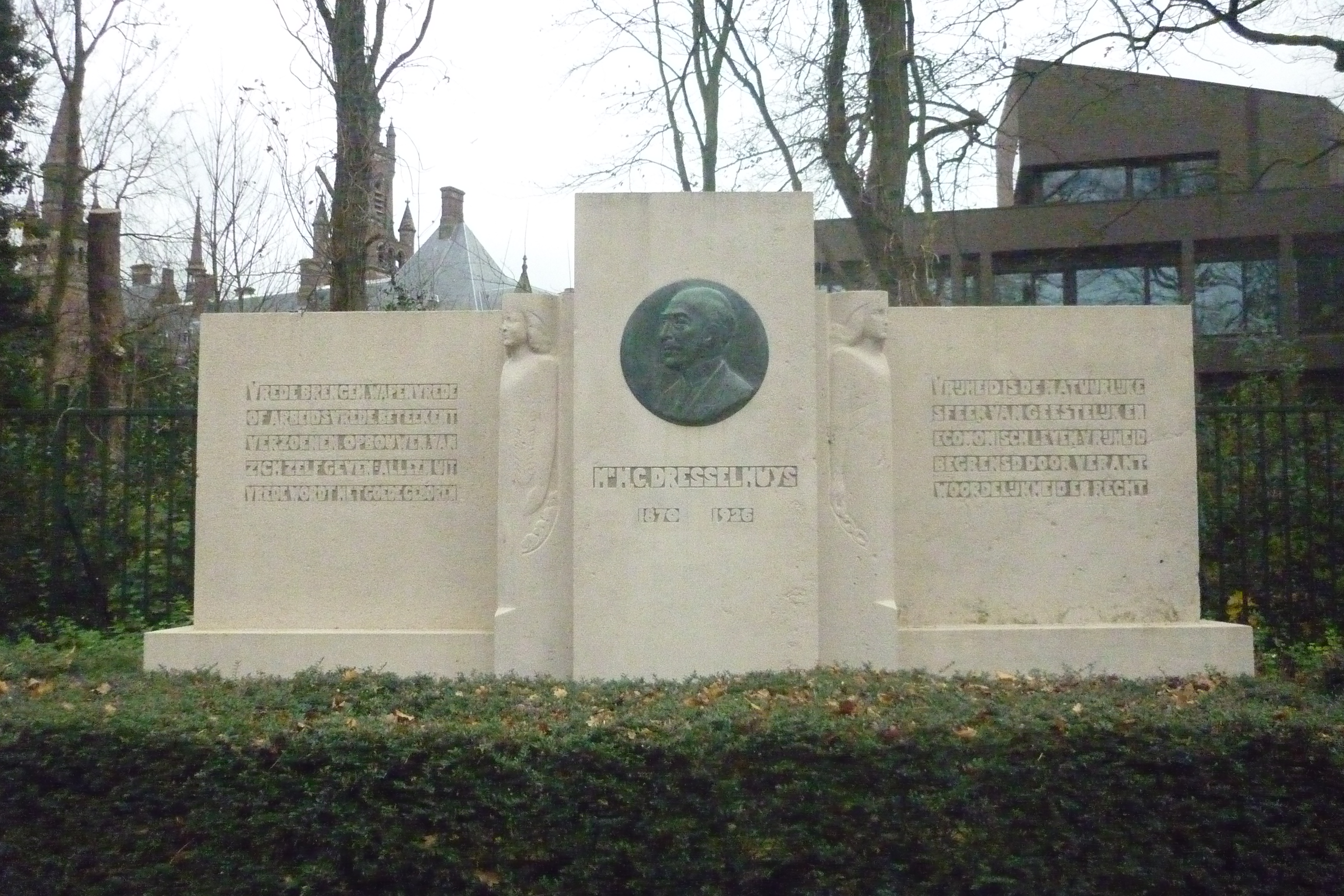
Monument in Den Haag, opgericht in 1931, gemaakt door A.W.M. Odé

In 1906 was hij een van de 75 ondertekenaars van het oprichtingsmanifest van de Bond van Vrije Liberalen. In 1905, 1909 en in 1913 deed hij als kandidaat van het kiesdistrict Wijk bij Duurstede mee aan de Tweede Kamerverkiezingen, maar slaagde er niet in om in de Kamer te worden gekozen. Op 14 december 1916 belandde hij uiteindelijk in de Tweede Kamer voor het district Tiel als opvolger van de overleden Meinard Tydeman. In 1917 werd hij gekozen tot bondsvoorzitter van de Bond van Vrije Liberalen en na de Tweede Kamerverkiezingen van 2 juli 1918 werd hij tot vicefractievoorzitter van de sterk geslonken Vrije Liberale fractie gekozen. Hij bleef tot zijn overlijden op 16 december 1926 Kamerlid.
Dresselhuijs was diep geschokt door gruwelen van de Eerste Wereldoorlog. Van 1914 tot 1919 was hij voorzitter van de Nederlandsche Anti-Oorlogsraad (NAOR) en in die functie organiseerde hij in april 1915 in Den Haag een internationale conferentie van geestverwanten (Centrale Organisatie voor een Duurzame Vrede) waar werd besloten dat Dresselhuijs een bezoek zou brengen aan Duitsland om te bemiddelen teneinde de oorlog te beëindigen. De tocht van Dresselhuijs leverde niets op, hij keerde halverwege zijn tocht naar Berlijn terug, omdat de Duitse regeringsinstanties weigerden om te praten over de ontruiming van België. Na de oorlog was hij overtuigd van het vermogen van de Volkenbond om een toekomstig wereldconflict te voorkomen. In 1925 werd hij gekozen tot voorzitter van de Vereeniging voor Volkenbond en Vrede (VVV), de opvolger van de NAOR. Ondanks dit alles was Dresselhuijs een tegenstander van eenzijdige ontwapening, zoals door de Vrijzinnig-Democratische Bond (VDB) en de Sociaal-Democratische Arbeiderspartij (SADP) werd nagestreefd. Nederland, aldus Dresselhuijs zou zijn bijdrage tot een Volkenbondsleger moeten leveren.
Na de mislukte revolutiepoging van Troelstra in november 1918, steunde Dresselhuijs de sociale maatregelen van het kabinet-Ruijs de Beerenbrouck I.
Dresselhuijs was een voorstander van een fusie met de Liberale Unie, een liberale partij die links van de Bond van Vrije Liberalen stond. Aanvankelijk voelde men binnen de Liberale Unie de behoefte niet om nauw met de Bond samen te werken, laat staan om met de Bond te fuseren. Als gevolg van de invoering van het algemeen mannenkiesrecht in 1917 hadden de liberale partijen (de VB incluis) bij de Kamerverkiezingen van 1918 een nederlaag geleden. De Bond van Vrije Liberalen verloor 6 zetels. Toch kwam het op 16 april 1921 tot een fusie van de Bond van Vrije Liberalen, de Liberale Unie, de Economische Bond en de Middenstandspartij tot de Vrijheidsbond. In 1922 werd Dresselhuijs tot voorzitter van de Vrijheidsbond gekozen. De Vrijheidsbond, algauw Liberale Staatspartij "De Vrijheidsbond" genaamd was een klassiek liberale partij, die voorstander was een liberale economie en streefde naar afschaffing van de tijdens de Eerste Wereldoorlog opgerichte handelsbeperkingen.
Als voorzitter van de Vrijheidsbond streefde Dresselhuijs, die bekendstond als tegenstander van de antithese tussen nietconfessionele en confessionele partijen, naar een zgn. "nationaal kabinet" bestaande uit de Vrijheidsbond en de confessionele partijen. Van confessionele zijde ondervond hij echter geen bijval.
Hendrik Coenraad Dresselhuys, die sinds 1923 ziek was, overleed eind 1926 op 55-jarige leeftijd, in zijn woning aan de Stadhouderslaan in 's-Gravenhage. Op 20 december werd zijn stoffelijk overschot bijgezet in het familiegraf in Culemborg.
In 1931 werd aan de Carnegielaan in Den Haag te zijner ere een monument opgericht. Dit monument was het werk van Arend Willem Maurits Odé (1865-1955), hoogleraar boetseren en beeldhouwkunst aan de toenmalige Technische Hoogeschool Delft.

## Nevenfuncties
- secretaris Kamer van Koophandel en Fabrieken te Tiel, omstreeks 1901
- buitengewoon lid Octrooiraad
- voorzitter Anti-oorlogsraad
- voorzitter Vereeniging voor Volkenbond en Vrede
- voorzitter Vereeniging tot Bescherming van Zwakzinnigen
- secretaris/lid Staatscommissie voor de herziening van het Wetboek van Strafvordering (Staatscommissie-Ort), van 7 mei 1910 tot 13 mei 1913
- voorzitter Staatscommissie inzake de rechtspositie van Burgerlijke Ambtenaren, van 21 mei 1917 tot april 1919
- secretaris Nederlandsche Roode Kruis, van 1917 tot 1925
- voorzitter Vereeniging "de Nederlandsche Vereeniging 'Landverhuizing'", omstreeks 1919
- lid Centraal College voor de Reclassering, omstreeks 1919
- lid Commissie voor de Economische Politiek, omstreeks 1919
- voorzitter Nederlandsche Tuinbouwraad, omstreeks 1919
- lid Commissie van Advies Rijksbureau voor de distributie van graan en meel, omstreeks 1919
- lid en voorzitter regeringscommissie voor kwekerskrediet, vanaf 1920
- voorzitter Algemeen College van Toezicht, Bijstand en Advies voor het Rijkstucht- en opvoedingswezen, omstreeks 1923
- ondervoorzitter Ligue des Croix-Rougers, vanaf 1923
- lid Rijkscommissie van bijstand voor het Woordenboek der Nederlandse Taal, omstreeks 1926
- voorzitter van den Raad van beroep van Predikanten-tractementen in de Ned. Hervormde Kerk

## Familie
Hendrik Coenraad Dresselhuijs trouwde op 16 januari 1896 te Nieuwer-Amstel met Johanna Wilhelmina Elisabeth de Meijere (1868-1951), lid van de familie De Meijere en dochter van predikant Jan Pieter de Meijere en Sara Johanna Elisabeth van de Tol. Het echtpaar kreeg drie dochters.
Zijn jongere halfbroer, Cornelis Willem Dresselhuys (1877-1944), was de vader van toneelspeelster Mary Dresselhuys (1907-2004).